# Забілля (хутір, Курська область)
Забілля (рос. Забелье) — хутір в Тимському районі Курської області Російської Федерації.
Населення становить 27 осіб. Входить до складу муніципального утворення Успенська сільрада.

## Історія
Населений пункт розташований на території українського етнічного та культурного краю Східна Слобожанщина.
Від 2004 року входить до складу муніципального утворення Успенська сільрада.

## Населення
1. Н/Д[2]